# Atotonilco, Puebla
Atotonilco är en ort i Mexiko.   Den ligger i kommunen Zacatlán och delstaten Puebla, i den sydöstra delen av landet, 120 km nordost om huvudstaden Mexico City. Atotonilco ligger 2 284 meter över havet och antalet invånare är 581.
Terrängen runt Atotonilco är huvudsakligen kuperad. Atotonilco ligger nere i en dal. Runt Atotonilco är det ganska tätbefolkat, med 54 invånare per kvadratkilometer. Närmaste större samhälle är Zacatlán, 19,2 km öster om Atotonilco. I omgivningarna runt Atotonilco växer huvudsakligen savannskog.